# Ljubov' Aleksandrova
Ljubov' Aleksandrova (in russo Любовь Александрова?; 13 dicembre 1960) è un'ex cestista sovietica.

## Carriera
Con l'Unione Sovietica ha disputato i Campionati europei del 1989.